# Итеуан
Итеуан (на корейски: хангъл: 이태원 или ханча: 梨泰院) е мултикултурна търговска зона в южнокорейската столица Сеул. Това е един от най-популярните квартали в Сеул, известен със своя нощен живот и модерни ресторанти.

## Етимология
Името Итеуан първоначално произлиза от името на страноприемница, намираща се в района по време на династията Чосон. Днешното име Итеуан се свързва с изобилието от крушови дървета през 17 век (пише се с ханча по същия начин като името на квартала: 梨泰院). В наши дни няма останали крушови дървета в квартала.
Когато японците нахлуват в Сеул (1592–1593) по време на Имджинската война, група японски войници превземат будистки храм в днешния Итеуан, където живеят будистки монахини. Войниците остават известно време в храма и изнасилват монахините. При напускането си войниците изгарят будисткия храм. Изнасилените будистки монахини, останали бездомни, се заселват наблизо и част от тях раждат деца. Хората от съседните села наричат района, където са отгледани децата, Итеуан като фраза, означаваща „различен“/„чужд“, „зародиш“ и „дом“. По време на Имджинската война Имджин тук живеят и предалите се японски войници (이타인/異他人).

## Възобновяване на квартала
Първоначално Итеуан е разработен като квартал с барове, нощни клубове и магазини, обслужващи американски войници, базирани наблизо през десетилетията след Корейската война. Сега това е един от най-популярните квартали в Сеул, известен със своя нощен живот, млади посетители, чуждестранни туристи и ресторанти. Поради тази причина е известен като „Международния квартал“, по аналогия на китайските квартали в много западни градове. 

## Местни забележителности
Като международен квартал на Сеул, Итеуан е известен с това, че предлага кухня, която не е широко достъпна в Корея, като британска, немска, френска,индийска, италианска, югоизточноазиатска, португалска, испания, турска, мексиканска, американска и канадска.
Итеуан, заедно с квартали и атракции като Хонгде, Инсадонг и Сеулската телевизионна кула, е едно от най-популярните туристически места в Сеул. Тук има големи хотели като „Гранд Хаят Сеул“ и местната забележителност хотел „Хамилтън“, както и няколко по-малки хотела и къщи за гости.
Хълмът на проституките исторически е една от основните атракции на Итеуан. Разположени на стръмен хълм близо до гарнизона Йонгсан, заведения като Debut Club, Tiger Tavern, Rous и Madrid привличат много чужденци; често ги посещават и проститутки в свободното си време. При преустройство част от дългогодишните обитатели са разпръснати, а част от популярните атракции затварят.
Итеуан включва район, известен като гей квартала на Сеул, в който посетителите могат открито да изразяват предпочитанията си. 
Кварталът отдавна е известен като център за висококачествени фалшиви стоки, но постепенно тези продукти до голяма степен изчезват. Предлагат се и автентични стоки, които се произвеждат само в Корея за международния пазар, както и някои автентични вносни стоки. Итеуан е известен също така със своите производители на дрехи (ризи и костюми) по поръчка.

В Итеуан, в центъра на района на началното училище, се намира многонационалната улица Gyeongnidan, известна със своите международни ресторанти.
- Улица в Итеуан
- Улица Богуанг и хотел „Хамилтън“ в Итеуан
- Улица Gyeongnidan в Итеуан

## Фестивали
- Фестивал Global Village
- Фестивал за Хелоуин

## Инциденти

### Разпространение на Covid-19
По време на пандемията от COVID-19 Итеуан е източник на вълна от заразявания, проследена от над 130 потвърдени случая.

### Трагедия на Хелоуин през 2022 г
На 29 октомври 2022 г. при струпване на голямо множество празнуващи Хелоуин и започнала блъсканица в тълпата загиват над 150 души, а над 100 са ранените. 26 души от загиналите са чужденци. Притокът на посетители от цялата страна, както и чуждестранни граждани е причинен от премахването на пандемичните ограничения за първи път от две години.

## В популярната култура
Корейският певец и автор на песни JYP (Пак Джин Йон) и хип-хоп дуото UV издават песента „Itaewon Freedom“ през април 2011 г. Заглавието реферира към общото корейско възприемане за „отворената атмосфера“ на Итеуан, особено в сравнение с традиционно консервативната корейска култура. Популярността на песента и видеоклипа към нея вдъхновяват записването на пародийна версия от момичешката група Crayon Pop през 2013 г. Видеоклиповете и на двете песни са частично заснети на място в Итеуан.
През 2020 г. излиза южнокорейският телевизионен сериал на Нетфликс от Itaewon Class, чието действие се развива в Итеуан. Драмата получава положителни отзиви за разнообразния си и приобщаващ актьорски състав и реалистичното представяне на теми като предразсъдъци и дискриминация срещу чужденци, бивши затворници и ЛГБТ хора, както и поведението от страна на мегакорпорациите. Списание „Тайм“ включва Itaewon Class в списъка си с „Десетте най-добри корейски драми за гледане в Netflix“, а „Форбс“ включва сериала в списъка си с „Тринадесетте най-добри корейски драми за 2020 г.“.

## Транспорт
Обслужва се от линия 6 на метрото в Сеул през станции Итеуан, Noksapyeong и Hangangjin.